# Dru Yearwood
Dru Anthony Yearwood (Harlow, 17 febbraio 2000) è un calciatore inglese, centrocampista svincolato.

## Caratteristiche tecniche
È un centrocampista difensivo.

## Carriera
Cresciuto nel settore giovanile dell'Arsenal, nel 2011 passa al Southend Utd con cui debutta fra i professionisti l'8 agosto 2017 in occasione dell'incontro di Coppa di Lega perso 2-0 contro il Newport County.
Nel 2019 passa al Brentford dove tuttavia fatica a ritagliarsi spazio; l'anno seguente si trasferisce in MLS ai N.Y. Red Bulls.